# Probreviceps uluguruensis
Probreviceps uluguruensis är en groddjursart som först beskrevs av Arthur Loveridge 1925.  Probreviceps uluguruensis ingår i släktet Probreviceps och familjen Brevicipitidae. IUCN kategoriserar arten globalt som sårbar. Inga underarter finns listade i Catalogue of Life.